# Primeval – Rückkehr der Urzeitmonster
Primeval – Rückkehr der Urzeitmonster (Originaltitel: Primeval) ist eine britische Science-Fiction-Fernsehserie, die von Impossible Pictures unter anderem für den britischen Fernsehsender ITV 1 produziert wurde. Primeval wurde im Februar 2007 zum ersten Mal ausgestrahlt. Die fünfte und bislang letzte Staffel wurde Mitte 2011 auf Watch erstausgestrahlt.

## Handlung

### Erste Staffel
Als unerklärliche Ereignisse – wie das Auftauchen riesiger Kreaturen – England erschüttern, wird eine fünfköpfige Gruppe von Wissenschaftlern zusammengestellt. Die Gruppe wird von Professor Nick Cutter angeführt, einem Evolutionsbiologen, der versucht, seine Frau Helen wiederzufinden, die, wie er später erfährt, in einer Anomalie im Forest of Dean in England acht Jahre zuvor verschwand.
Beim Versuch, den unerklärlichen Phänomenen auf den Grund zu gehen, finden sie heraus, dass die Fußspuren der Geschöpfe zu längst ausgestorbenen Dinosauriern passen. Bei weiteren Recherchen, die vom Innenministerium unterstützt werden, finden die Wissenschaftler heraus, dass die Monster durch Zeitportale, sogenannte Anomalien, in unsere Welt eindringen und auch wieder verschwinden. Es handelt sich sowohl um prähistorische Dinosaurier und andere Tiere als auch um Monster aus zukünftigen Zeitaltern. Als die verschwundene Frau von Cutter wieder auftaucht, wird das ganze Geschehen noch verworrener. Helen Cutter scheint etwas mit den Zeitlöchern zu tun zu haben, entzieht sich zunächst jedoch jedem Versuch, die Geschehnisse zu erklären. Das Team wird in der ersten Staffel außerdem von Captain Tom Ryan begleitet, einem Elite-Soldaten.
In der ersten Folge entdecken Cutter, Stephen und Connor erstmals eine Anomalie im Wald von Dean. Sie begegnen Abby, die in einem Zoo arbeitet und wegen einer Echse, die ein Junge im Wald von Dean entdeckt hat, vor Ort ist. Die Regierungsangestellte Claudia Brown schaltet sich ein und fordert ein Team an. Die Echse entpuppt sich als längst ausgestorbene Spezies, und Cutter beschließt durch die Anomalie zu gehen. Er findet eine Kamera mit einem Bild Helens. In der Gegenwart hört Cutter abends Schritte in seinem Büro. Im Licht einer Straßenlaterne entdeckt er Helen.
In der zweiten Folge tauchen in einem U-Bahn-Tunnel Riesenspinnen auf. Bei der Suche nach der Anomalie wird Cutter vom Team getrennt. Bei dem Versuch, ihn zu finden, wird Stephen von einem riesigen Tausendfüßler vergiftet. Cutter jagt das Tier, um das Gift zu bekommen. Während Stephen in eine Art Trance fällt, begegnet ihm Helen. Diese befiehlt Stephen, Cutter etwas auszurichten.
In der dritten Folge taucht in einem Schwimmbad ein Mosasaurus auf und frisst den Bademeister. Der Mosasaurus verschwindet und taucht in einem entfernten Speichersee auf. Cutter entdeckt, dass die Anomalie wandert. Er schwimmt hindurch und findet Helen. Als sie sich weigert mit ihm zu gehen, wird sie von Lesters Spezialsoldaten gefangen genommen.
In der vierten Folge führt Helen das Team zu einer Anomalie und entkommt. Auf der anderen Seite findet das Team Dutzende von Anomalien. Dodos tauchen auf. Connors Freunde hatten einen Chip an Connors Tasche gehängt, als er zu Abby gezogen ist, weil er ein Wohnungsproblem hatte. Als Cutter und das Team die Dodos fangen wollen, verschluckt ein Dodo den Chip. Connors Freunde Tom und Duncan verfolgen den Chip und entführen den Dodo. Als Cutter und Abby einen bereits toten Dodo sezieren wollen, entdecken sie, dass die Dodos gefährliche Parasiten haben. Tom infiziert sich auch und versucht, Abby zu töten. Connor schafft es, ihm das auszureden und Tom stirbt.
In der fünften Folge wird ein Golfer augenscheinlich von einem Flugsaurier getötet. Das Team jagt einen Pteranodon. Dabei wird Claudia verletzt. In einem anliegenden Hotel werden Cutter und Claudia von Anurognathen angegriffen, welche auch den Golfer getötet haben. Helen rettet dabei Claudia.
In der sechsten Folge trifft sich Helen mit dem Team und erzählt von einem gnadenlosen Jäger, der über das Perm aus der Zukunft kam. Sie jagen und töten das Tier und finden heraus, dass es per Ultraschall jagt. Auf der Suche nach der Zukunftsanomalie im Perm nehmen Cutter, Helen, Captain Ryan und einige Soldaten die Jungtiere mit. Sie werden von einem anderen Predator angegriffen. Die Soldaten, einschließlich Captain Ryan, kommen ums Leben. Der Predator wird von einem Gorgonopsiden getötet. Dabei entkommen zwei Jungtiere. Cutter und Helen gehen zurück in die Gegenwart. Helen geht, nachdem sie Cutter über ihre Affäre mit Stephen aufgeklärt hat, zurück ins Perm. Claudia Brown hat nie existiert.

### Zweite Staffel

Logo des „Anomaly Research Centre“ (ARC)

Neu ist nun das Anomaly Research Centre (ARC), welches als Hauptquartier für das Team dient und in dem auch Connors Apparat zum Aufspüren von Anomalien steht, der sogenannte Detektor. Im ARC werden später auch gefährliche Tiere aus der Vergangenheit und Zukunft in Käfige gesperrt. Ebenfalls neu sind Jenny Lewis, die genauso wie Claudia Brown aussieht und damit einige Probleme bei Cutter verursacht, als PR-Mitarbeiterin dafür zuständig, alles, was die Anomalien betrifft, vor der Öffentlichkeit geheim zu halten, Lesters Assistent Oliver Leek, der, wie sich später herausstellt, ein doppeltes Spiel spielt und zum Feind des Teams wird, Caroline Steel, die Connor vorspielt seine Freundin zu sein, in Wirklichkeit aber für Leek arbeitet. In Staffel zwei treten nun verstärkt die Vertuschungen der Regierung in den Vordergrund und dass jemand gegen das Team arbeitet.
In der ersten Folge gelangen einige Deinonychus in ein Einkaufscenter. Das Team agiert nun vom ARC aus. Am Ende tritt die PR-Managerin Jenny Lewis dem Team bei, wobei Cutter sie für Claudia hält.
In der zweiten Folge breitet sich ein gelber Nebel aus einer Anomalie in einem Bürogebäude aus. In dem Nebel sind prähistorische fleischfressende Riesenwürmer versteckt. Connor lernt eine junge Frau namens Caroline kennen, worüber Abby nicht sonderlich erfreut scheint.
In der dritten Folge baut Connor einen Anomalie-Detektor, mit dem er Anomalien orten kann. Gleichzeitig wird ein Besucher im Blue-Sky Park von einem Säbelzahntiger getötet. Das Team findet keine Anomalie und sie finden heraus, dass das Tier als Junges zu einer Angestellten des Parks, namens Valerie, gelangt ist. Diese hat es aufgenommen. Am Ende befiehlt sie dem Tier, Cutter zu töten. Als sie es beschützen will, wird sie von dem Tier getötet.
In der vierten Folge sucht das Team, nach einem Anomalien-Alarm, in einem Fluss nach Kreaturen aus einer Anomalie. Ein Junge wird entführt. Jenny wird beinahe im Wasser von einem zukünftigen Hai angegriffen. Abby wird von einer dieser Kreaturen entführt. Cutter und Conner suchen das Versteck der Kreaturen. Sie finden den Jungen und Connor geht durch die Anomalie, um Abby zu retten. Als er sie findet sagt er ihr, in einer sehr misslichen Situation, aber dennoch eindeutig, dass er Abby liebt. Sie kommen unverletzt in die Gegenwart zurück.
In der fünften Folge geht ein Mädchen durch eine Anomalie ins Silur. Leek schickt Spezialsoldaten durch die Anomalie, welche aber getötet werden. Cutter und Stephen retten das Mädchen, jedoch verschließt sich die Anomalie vorerst und sie sitzen fest. Connor macht derweil per SMS mit Caroline Schluss, weil er Abby liebt. Darauf entführt sie Abbys Echse Rex. Schließlich öffnet sich eine andere Anomalie und Cutter und Stephen kommen wieder in die Gegenwart.
In der sechsten Folge gelangt ein Mammut auf eine Autobahn. Conner und Cutter stellen fest, dass jemand die Informationen des Detektors umleitet. Sie stellen dem Verräter eine Falle. Leek erkennt den Trick und schickt Jenny zur vermeintlichen Anomalie. Währenddessen setzt er einen von ihm gesteuerten Predator im ARC aus und befiehlt diesem, Lester zu töten, dieser kann sich in letzter Sekunde retten. Das Team ortet Leek und Lester begibt sich persönlich dorthin, doch Leek ist bereits weg. Auf der Suche nach ihm werden Cutter, Conner, Abby, Jenny und Caroline von Leek und Helen gefangen genommen.
In der siebten Folge sitzen die fünf immer noch in Leeks Versteck fest. Helen hat für ihn etliche Tiere aus verschiedenen Epochen geholt. Das Team schafft es zu fliehen, als Leeks Sicherheitssystem ausfällt. Helen bestellt Stephen her und Cutter entdeckt, dass Leek dutzende kontrollierte Predatoren hat. Cutter schafft es, die Neuronalklammern, mit denen Leek die Predatoren kontrolliert, auszuschalten. Leek wird gefressen. Cutter, Stephen und Helen locken die Tiere in den Raum mit den Käfigen. Stephen opfert sich, um die Tiere einzusperren. Nach der Beerdigung geht Helen zu dem Grab und sagt zu sich selbst, dass Stephen Geduld haben solle und sie alles ändern könnte. Darauf betreten etliche Klone von einem der getöteten Spezialsoldaten aus Folge fünf den Friedhof.

### Dritte Staffel
Bei den Hauptcharakteren gibt es in der dritten Staffel Änderungen, unter anderem arbeitet Captain Becker als Schutz für das Team. Der Hauptcharakter Nick Cutter verstirbt zudem und scheidet somit aus der Serie aus. Dafür kommt der Polizist Danny Quinn als Cutters Ersatz dazu. Außerdem schließt sich die Ägyptologin Sarah Page dem Team an. Die Beziehung zwischen Abby und Connor wird weiter ausgearbeitet und Cutter macht eine beachtliche Entdeckung. Das Team findet heraus, dass es bereits in der Vergangenheit einige Anomalien gab. So entpuppt sich eine ägyptische Gottheit in Wirklichkeit als Pristichampsus, ein prähistorisches Reptil aus dem Eozän.
Des Weiteren fand ein Online-Wettbewerb statt, bei dem Fans ein eigenes Monster entwerfen konnten. Der Entwurf des Siegers sollte dann in der Serie zum Leben erweckt werden. Sieger ist eine von fleischfressenden Käfern abstammende, insektenartige und menschengroße Kreatur geworden, welche eines der Raubtiere aus der Zukunft darstellen wird. Diese Kreatur wird in der achten Folge der Staffel ihren Auftritt haben.
Weiterhin widmet sich die dritte Staffel stärker den Anomalien an sich, wodurch Anomalien entstehen und wieso Cutter in die andere Zeitlinie geraten konnte, in welcher es Claudia nicht mehr gab. Des Weiteren ist Helen wieder in üble Machenschaften verwickelt und versucht sogar das Anomaly Research Centre zu erobern. Auch die Angestellte des Innenministeriums Christine Johnson arbeitet gegen das Team.
In der ersten Folge muss es das Team mit einem Pristichampsus aufnehmen und Conner stellt fest, dass die Anomalien durch Magnetfelder und elektrische Energie beeinflusst werden. Das Tier gelangt wieder in seine Zeit und die Ägyptologin Dr. Sarah Page tritt dem Team bei. Außerdem versucht Christin Johnson eine Art Artefakt zu stehlen, ihre Soldaten werden in der Zukunft jedoch dabei von Predatoren getötet. Am Ende der Folge schlägt Helen ihr Lager in einem Gebäude in Großbritannien auf und denkt an den Kampf von Christines Soldaten gegen die Predatoren und wie sie das Artefakt gestohlen hat.
In der zweiten Folge entwickelt Cutter ein Modell von den Anomalien, mit dem er diese vorhersagen kann und tatsächlich funktioniert es, als Connor, Abby und Jenny in einem verlassenen Haus eine Anomalie finden, aus der ein Camo, ein Raubtier aus der Zukunft gekommen ist. Vor Jahren sind dort zwei Kinder verschwunden und nicht mehr aufgetaucht, unter anderem auch Danny Quinns Bruder, der nicht mehr locker lässt.
In der dritten Folge erscheint in einem Krankenhaus eine Anomalie und es gelangen ungefährliche Diictodons in die Gegenwart. Währenddessen übernimmt Helen das ARC und lässt ihren neuen Nick-Cutter-Klon eine Bombe zünden. Als Cutter Helen retten will, versteckt er das Artefakt, das Helen bei sich hatte, und wird von ihr erschossen, weil sie dachte, dass mit Nicks Verschwinden auch die Predatoren verschwinden würden.
In der vierten Folge holt Abby ihren kleineren Bruder Jack vom Bahnhof ab, wobei Connor denkt, sie hätte einen Freund. Es gelangt ein Giganotosaurus auf einen Flugplatz. Connor schafft es, die Anomalie so zu verändern, dass sie noch da ist, aber nichts mehr hindurchlässt. Bei dem Versuch, die Geschichte über die Urzeitmonster publik zu machen, sterben Mick Harper und seine Vorgesetzte. Danny lockt den „G-Rex“ mit einem Helikopter zurück durch die Anomalie.
In der fünften Folge gelangen Sporen aus einer Anomalie in eine Londoner Wohnung und infizieren zwei Menschen, die sich in gefährliche Pilz-Monster verwandeln. Jenny wird dabei auch angesteckt, doch das Team schafft es durch Kälte den Pilz zu besiegen. Daraufhin verlässt Jenny das Team und Danny wird der neue Teamleiter.
In der sechsten Folge besetzt Christine Johnson das ARC, um das Artefakt, welches Anomalien vorhersagt, zu bekommen. Danny, Sarah, Abby und Connor können entkommen, werden aber im neuen Versteck von Terrorvögeln angegriffen. Das Team kann das ARC durch einen Trick von Becker und Lester zurückerobern.
In der siebten Folge gelangt ein Dracorex – ein drachenähnlicher Dinosaurier – auf einen Schrottplatz. Er wird von einem Ritter verfolgt, der sich in der Hölle glaubt. Sarah geht durch die Anomalie ins Mittelalter, während Danny sich mit dem verrückten Ritter herumschlägt. Am Ende gelangt der Ritter wieder in seine Zeit und der Dracorex wird von Abby versorgt.
In der achten Folge gerät Abbys Bruder Jack versehentlich in die Zukunft. Das Team muss bei seiner Ankunft in der Zukunft feststellen, dass die Predatoren die Menschheit ausgerottet haben. Das Team rettet Jack, muss sich dabei jedoch gegen die Predatoren und riesige Zukunftsinsekten wehren.
In der neunten Folge befreit Danny eine junge Frau namens Eve, welche bereits in der achten Folge von Captain Wilder aus der Zukunft gebracht wurde, aus Christine Johnsons Fängen. Währenddessen rast eine prähistorische Nashornherde auf einen Campingplatz zu. Eve öffnet in letzter Sekunde eine Anomalie. Im ARC erscheint Christine und verlangt nach Eve, welche sich als Helen entpuppt. Sie schafft es mit dem Artefakt und Christine zu entkommen. Sie geht mit ihr durch eine Zukunftsanomalie, wobei Christine von Predatoren getötet wird.
Im Staffelfinale folgen Danny, Connor und Abby Helen durch eine Anomalie in die Zukunft. Dort überträgt sie die Informationen über das Artefakt auf eines der Handgeräte. Sie flieht in die Vergangenheit. Connor programmiert ein zweites Gerät und sie folgen Helen in die Kreidezeit. Dort werden sie von Raptoren angegriffen. Conners Gerät versagt. Helen verliert ihr Gerät kurz nachdem sie die nächste Anomalie öffnet. Danny folgt ihr. Helen geht zum Ort AL 333, dem Ort, an dem die erste Familie der ersten Menschen gefunden wurde. 13 Individuen, die aus unbekannten Gründen gleichzeitig starben. Helen tötet die zwölf Menschen an dem Ort. Ein Raptor, der zufällig durch die Anomalie mitkam, tötet Helen, indem er sie von einem Felsen stürzt, womit ihr Plan, die Menschheit zu vernichten, vereitelt wurde, da noch weitere Menschen übrig sind. Helens Leiche bildet das dreizehnte Individuum. Die Anomalie schließt sich und Danny bleibt alleine zurück. Der durch einen Sturz von einem Baum verletzte Connor und Abby befinden sich noch in der Kreidezeit, wo Helen ihr Anomaliegerät verloren hatte. In der Gegenwart ist Becker ratlos, Sarah hat jedoch eine Idee.

### Webisodes
Die Webisodes erzählen in fünf Folgen die Geschehnisse zwischen der dritten und vierten Staffel.
Nachdem die Teammitglieder Danny, Connor und Abby bei dem Versuch, Helen an der Ausrottung der ersten Menschen zu hindern, in der Vergangenheit stranden (Episode 3.10), verliert die Regierung das Vertrauen in den ARC-Leiter Lester. Während eines Rettungsversuches kommt Sarah Page ums Leben, woraufhin Becker, der sich die Schuld für das Schicksal seiner Freunde gibt, seine Kündigung einreicht. Es wird überlegt, das ARC zu schließen. Nach einem Vorfall mit einem Stegosaurus im Unterhaus des Britischen Parlaments ist der Minister jedoch überzeugt, dass die Operation weitergeführt werden muss. Das ARC wird teilweise privatisiert und gehört nun zur Hälfte dem reichen Wissenschaftler Philipp Burton, der es gemeinsam mit Lester leitet. Die Einrichtung wird in einem neuen Gebäude untergebracht und neue Teammitglieder werden rekrutiert: Die junge Team-Koordinatorin Jess Parker und der Zoologe Matt Anderson, der als Nachfolger von Danny die Außeneinsätze des ARC-Teams leiten soll. Auch Captain Becker kann überzeugt werden, ins ARC-Team zurückzukehren.

### Vierte Staffel
Am 22. März 2010 begannen die Dreharbeiten zur vierten Staffel. Als Drehorte wurden unter anderem Powerscourt Estate, The O2, Dublin Port, Grand Canal Dock und Park West Business Park erwähnt. Des Weiteren kehrt Connors Freund Duncan, der in der ersten Staffel dabei war, für eine Folge zurück.
Ciarán McMenamin, Alexander Siddig und Ruth Kearney treten zu Beginn der vierten Staffel, neben Lester und Becker dem Team bei. Alexander Siddig wird Philipp Burton spielen, einen Wissenschaftler, dem nun ein Teil des ARC gehört. Der andere Teil bleibt in den Händen der Regierung bzw. Lester, wodurch das ARC teils zu einer staatlichen und teils zur privaten Einrichtung wird. Ciarán wird als Matt Anderson, Ex-Soldat und Zoologe, dem Team beitreten, wobei er aus seinen wahren Beweggründen ein Geheimnis macht. Ruth spielt die unkonventionelle Jess, welche das Team vom ARC aus koordiniert.
Am 25. Juni 2010 gab Tim Haines bekannt, dass die Dreharbeiten für die vierte Staffel abgeschlossen seien.
In Episode eins sind Abby und Connor noch immer in der Kreidezeit gefangen. In der Gegenwart ist ein Dracorex aus seinem Gehege ausgebrochen und wird mit Hilfe eines Wasserkanisters in Lesters Büro gesperrt. Dort betäubt Becker ihn, allerdings noch nicht mit den neuen Taserpistolen, den EMDs, die von Matt kurz danach eingeführt werden. In der Kreidezeit fischt Connor an einem See und wird von einem Spinosaurus entdeckt. Connor flieht und versteckt sich gemeinsam mit Abby. Abby und Connor kommen aus ihrem Versteck und hören einen Raptor. Abby lässt ihren Rucksack fallen und versteckt sich hinter einem Baum. Der Raptor schnappt sich Abbys Decke, an der viele Erinnerungen an die alte Zeit liegen. Connor sucht im Nest des Raptors und findet neben der Decke Helens Anomaliesteuerung. Als Connor die Anomalie öffnet, taucht der Spinosaurus auf und versperrt ihnen den Weg. Der Raptor wird vom Spinosaurus gefressen und die beiden gelangen zurück in die Gegenwart. Becker erkennt sie und schließt sie in die Arme. Die Anomalie wird verschlossen, doch Connor will sie mit der Anomaliesteuerung ganz verschwinden lassen. Stattdessen öffnet er sie und der Spinosaurus kommt durch. Abby schnappt sich mit Connor ein Auto und sie verfolgen den Spinosaurus. Der Spinosaurus wird in eine Arena gelockt und mit einem Tasergewehr (EMD) angeschossen. Connor lässt die Anomaliesteuerung in das Maul des Tieres fallen. Abby und Connor werden in das neue ARC gebracht und müssen erfahren, dass sie ihre Jobs verlieren, da sie keinen militärischen Hintergrund haben. Beide protestieren, doch Lester sagt ihnen, dass es seine Idee gewesen war. Später küssen sich Abby und Connor in ihrer Wohnung und freuen sich, endlich wieder in der Gegenwart zu sein. Matt trifft sich mit einem älteren Mann namens Gideon, der ihm eine seltene Pflanze schenkt.
In Episode zwei gelangt ein junger Kaprosuchus durch eine Anomalie in ein Haus. Eine Frau findet das Tier und denkt, es sei ein Krokodilbaby und spült es die Toilette runter. Dort tötet der Kaprosuchus eine Ratte und wächst zu einem ausgewachsenen Tier heran. Im ARC darf Abby weiterhin arbeiten, allerdings als Tierpflegerin. Dort begegnet sie dem kolumbianischen Mammut aus Episode sechs der zweiten Staffel. Rex kommt angeflogen und begrüßt sie. Connor wurde entlassen und sucht in Jess Haus eine Wohnung und findet seinen alten Freund Duncan. Dieser ist von Kreaturensichtungen besessen geworden. Er und Connor fahren auf eine Müllhalde und finden dort Überreste eines vermissten Arbeiters. Die Arbeiter zünden das Zuhause des Kaprosuchus an, woraufhin dieser Amok läuft. Matt ist Abby, welche einen Anruf von Connor erhalten hat, gefolgt und rettet diese vor der Kreatur. Der Kaprosuchus verfolgt Abby und tötet einen Soldaten. Sie sperren die Kreatur in einen Container. Doch das kraftvolle Tier befreit sich und verfolgt Duncan. Matt will die Kreatur mit Leuchtpistolen aus den Containern vertreiben. Der Kaprosuchus greift Becker von oben an. Abby, Connor und Matt schießen gleichzeitig und töten den Kaprosuchus. Matt hat sich im ARC für Connor eingesetzt und dieser hat seinen Job wieder.
In der dritten Episode gelangen Emily, Ethan und Charlotte durch eine Anomalie in einem Theater in das 21. Jahrhundert. Ethan beschuldigt Emily für den kurz darauffolgenden Tod von Charlotte. Als das Team auf Grund der Anomalie in dem Theater auftaucht ist es Matt, der Emily als erstes entdeckt und ihr in eine unbekannte Zeit folgt. Währenddessen hat Philipp Burton erfolgreich verhindert, dass Connor das Team zur Anomalie begleitet und ihn mit der Aufgabe beschäftigt, einen Bio-Scanner zu testen. Dabei wird das ARC in einen „Lockdown“-Zustand versetzt. Es gelingt Connor jedoch, dies wieder rückgängig zu machen.
In Episode vier müssen drei Schüler nachsitzen. Der Lehrer holt sich einen Kaffee und wird dabei von einem Therocephalia gefressen. Aufgrund der Anomalie schickt Jess das Team in die Schule. Die Jugendlichen halten sie fälschlicherweise für die Polizei und verschließen alle Türen. Das Mädchen ist alleine in der Turnhalle und Becker und Matt versuchen alles, um sie noch rechtzeitig zu finden – jedoch ohne Erfolg. Connor geht derweil die Jungen suchen und rettet sie. Das Tier kann zurück in seine Zeit gebracht werden.
In der nächsten Episode wird Matt mit Abby und Connor zu einer ungewöhnlichen, da instabilen, Anomalie geschickt. Doch unterwegs trennt er sich von seinen Kollegen, da ein Black-Box-Signal von Emily aufgetaucht ist. Er sucht sie und trifft dabei auf Ethan, der Emily in einen Sarg gesperrt hat. Matt kann sie retten und bringt sie ins ARC. Connor und Abby stoßen bei der Suche nach der Anomalie auf ein Dorf, dessen Einwohner vor einem unheimlichen Wurm Angst haben. Philipp befiehlt ihnen jedoch, das Tier zu ignorieren und sich nur um die Anomalie zu kümmern. Connor und Abby teilen sich auf: Connor sucht die Anomalie, Abby den Labyrinthodontia. Nachdem Abby beim Kampf mit dem Wurm ihre Waffe verloren hat, flüchtet sie in einen Wohnwagen und fährt mit dem Wurm auf dem Dach zur Anomalie. Dort gelingt es den beiden, den Labyrinthodont und sein Jungtier in ihre Zeit zu schaffen.
In der sechsten Episode öffnet sich in einem Keller eines herrschaftlichen Anwesens eine Anomalie – das Team schafft ein männliches Hyaenodon in die Urzeit zurück. Kurz danach erscheint überraschend die frühere ARC-Mitarbeiterin Jennifer Lewis, die dort am Tag darauf heiraten möchte. Statt das Gelände räumen zu lassen, wollen Abby, Connor, Matt und Emily der Hochzeit als Gäste beiwohnen und eventuelle Gefahren abwehren. Tatsächlich wird die Zeremonie von einem zweiten Hyaenodon unterbrochen. Sie töten das Weibchen und die Zeremonie findet noch am selben Tag statt.
In Episode sieben bringt Connor sein selbstentwickeltes Gerät zum Einsatz, welches zeigt, in welches Jahr die Anomalie führt. Gleich beim ersten Einsatz scheint es nicht zu funktionieren: Es zeigt das Jahr 1867 an, obwohl die Anomalie eindeutig in die Urzeit zu führen scheint. Nach einem Terrorvogel kommt auch der totgeglaubte Danny durch die Anomalie in die Gegenwart. Als das Team kurz danach Ethan festnimmt, erkennt Danny in ihm seinen seit 18 Jahren verschollenen Bruder Patrick wieder. Er wird ins ARC gebracht, kann jedoch fliehen und in die Vergangenheit gelangen, Danny folgt diesem, nachdem er Matt gesagt hat, dass er Philipp keineswegs trauen darf. Derweil finden Connor und Abby heraus, dass zwei Anomalien auf dem gleichen Fleck sind: aus der Urzeit und dem Jahr 1867, woraufhin Emily in ihre Zeit zurückkehrt.

### Fünfte Staffel
In der ersten Episode weiht Philipp Connor in sein neues Projekt „New Dawn“ ein: Er will die Welt durch Anomalien mit unbegrenzter Energie versorgen. Connor wird anschließend bei einem Einsatz von einem fleischfressenden Insekt aus der Zukunft in dessen unterirdischen Tunnel gezerrt. Dieser findet sich in einem Nest voll von dieser Insektenart wieder. Das Team schafft es, die Insekten zu töten und Connor lebend herauszuschaffen.
In Episode zwei sammelt ein U-Boot einen Eustreptospondylus auf, der vorerst bewusstlos bleibt. Matt, Abby und Connor versuchen die Unterwasser-Anomalie zu verschließen. Plötzlich werden sie von einem Pliosaurus angegriffen, der Strom fällt aus und sie gelangen durch die Anomalie. Der Eustreptospondylus erwacht und tötet zwei U-Boot-Mitarbeiter. Connor und Abby schaffen es, die Leiter wieder einzuschalten, sodass der Strom funktioniert, und das Tier einzufangen. Sie gelangen wieder zurück in die Gegenwart und verschließen die Anomalie.
In der dritten Folge gelangt ein Velociraptor in das London von 1868. Matt folgt dem Tier, das in London als „Spring-Heeled Jack“ Leute tötet. Als Matt im London von 1868 angekommen ist, trifft er auf Emily, die beschlossen hat auf das Tier Jagd zu machen. Sie werden von Emilys misstrauischem Mann Henry festgenommen, der plant, Emily in ein Irrenhaus zu stecken. Den beiden gelingt die Flucht und sie entkommen mit dem betäubten Tier ins Jahr 2010. Als Henry ihnen folgt und Matt mit einer Waffe bedroht, wacht der Raptor auf und tötet Henry. Becker erlegt das Tier anschließend. Währenddessen bricht Abby in Connors Labor ein um sich Informationen über „New Dawn“ zu beschaffen.
In der vierten Folge erschafft Connor für Philipps Projekt „New Dawn“ eine Anomalie im ARC. Durch diese kommen hunderte fleischfressende Käfer, die sich durch die Wände nagen. Es wird ein Lockdown ausgelöst, der das ARC verschließt. Alle sind gefangen. Jess wird von einem Käfer gebissen und reagiert allergisch, aber das benötigte Adrenalin befindet sich außerhalb des ARCs. Philipp will die Selbstzerstörung auslösen, doch es gelingt Connor und Matt, mit der Anomalie einen Gamma-Strahlen-Impuls auszulösen, der alle Käfer tötet. Das Team überlebt im Panikraum, der Lockdown wird aufgehoben und Jess wird gerettet. Connor findet anschließend heraus, dass Philipp mit Helen zusammengearbeitet hat. Er erzählt Matt und Abby, dass sein Anomalieöffnungsgerät nur ein Prototyp war und dass Philipp bereits das Endprodukt hergestellt hat und er nicht mehr aufzuhalten wäre.
In Folge fünf entschließt sich Matt, Lester von seiner Herkunft und seiner eigentlichen Aufgabe zu berichten. Dieser gibt dem Team grünes Licht für ein inoffizielles Vorgehen gegen Philipps Projekt. Matt entschließt sich, bei Prospero Industries einzubrechen und „New Dawn“ zu sabotieren, jedoch erhält das Team einen Anomalie-Alarm aus der Londoner Innenstadt, in welcher nun ein Tyrannosaurus Rex sein Unwesen treibt. Becker, Abby und Emily machen sich sodann auf den Weg, um den Saurier einzufangen, während Matt in Richtung Prospero aufbricht. Währenddessen erscheinen nun auf der ganzen Welt unzählige neue Anomalien. Connor und Abby versuchen nun zusammen mit Emily Matt zu helfen. Sie werden jedoch von Philipps Leuten gefasst und erfahren, dass die Anomalien in Verbindung mit einer Umkehrung des Erdmagnetfeldes stehen. Durch das Erschaffen einer riesigen, beständigen, Anomalie könnten all die anderen Kleinen für immer verschwinden, so Philipp. Matt versucht ihn jedoch davon zu überzeugen, dass genau dieser Eingriff in die Natur das Ende der Welt verursacht. Philipp lässt sich davon jedoch nicht abbringen und startet „New Dawn“. Auch Connor gelingt es nach mehrmaligen Versuchen nicht den Vorgang aufzuhalten. Beim Erscheinen der Anomalie wird er in diese gezogen und findet sich in einer weit entfernten und äußerst unwirtlichen Zukunft wieder.
In Folge sechs gerät die Anomalie außer Kontrolle und vergrößert sich unaufhaltsam. Abby und Matt durchschreiten sie, um Connor zu finden. Dieser wurde inzwischen von einem Zukunftsprädator gefunden und von giftigen Winden erfasst und liegt bewusstlos am Boden. Die drei versuchen nun vor den Winden und mutierten Prädatoren Schutz in einem Bunker zu finden. Dort erklärt Matt den beiden, dass die Winde von der Anomalie erzeugt wurden und die Menschheit auslöschten. Als sich die Winde verzogen haben, gelingt es ihnen, in die Gegenwart zurückzukehren, nachdem sie erneut von einer Gruppe Prädatoren angegriffen wurden. Dort angekommen finden sie Philipp vor, der nun erkennt, dass er mit „New Dawn“ einen Fehler beging und sich von Helen täuschen ließ. Er entschließt sich nun, Prospero Industries zu zerstören, um die Anomalie aufzuhalten, allerdings bleibt ihm dann keine Zeit mehr, sich in Sicherheit zu bringen. Er opfert sich dennoch für die Zukunft der Menschheit. Matt, Connor, Abby und Emily müssen zusehen, wie das Gebäude implodiert und in die Anomalie gezogen wird, jedoch schließt sich die Anomalie noch immer nicht und bleibt offen. Sie kehren nun ins ARC zurück, wo währenddessen Lester und Jess von mehreren mutierten Prädatoren, welche aus der Anomalie aus Connors Labor entkamen, gefangen sind. Nebenbei erzeugte die Anomalie auch eine elektromagnetische Welle, die zu einem Stromausfall in ganz London führte. Das Team findet im ARC nun Jess und den von einem Prädatorenangriff verletzten Lester vor. Während Abby, Becker und Emily die Mutanten aufhalten, versuchen Connor und Matt die Anomalie aus Connors Labor transportfähig zu machen, um sie in die „New Dawn“-Anomalie zu befördern, da Connor vermutet, dass Letztere dadurch gestört und vernichtet werden könnte. Das Team begibt sich nun zurück nach Prospero, wo sich Matt mit der kleinen Anomalie in die Große begibt, woraufhin diese verschwindet. Matt selbst überlebt den Vorfall und kann sich aus den Trümmern von Prospero Industries retten. Zurück im ARC macht Abby Connor einen Heiratsantrag, welchen er annimmt. Infolgedessen werden sie erneut zu einem Einsatz gerufen, was auf einen Fortbestand der Anomalieerscheinungen deutet. Auf dem Weg dorthin begegnet Matt seinem Pendant aus einer anderen Zeit, welches ihn ermahnt, zurückzukehren. Jedoch erfährt er nichts weiteres und als er sich umdreht, ist sein Zukunfts-Ich verschwunden.

## Hintergrund
- Die Serie wurde von Adrian Hodges, der auch die meisten Drehbücher schrieb, und Tim Haines von Impossible Pictures erschaffen. Produzenten sind Haines und Cameron McAllister. Primeval beinhaltet 2D- und 3D-Spezialeffekte von Londons Effekteschmiede Framestore CFC in hoher Qualität. Der frühe Arbeitstitel war Primaeval.
- Die Pilotfolge wurde auf ITV1 am 10. Februar 2007 um 19:45 Uhr gesendet. Nur vier Tage später erfolgte eine Ausstrahlung auf TVB Pearl in Hongkong. Die Erstausstrahlung im australischen Fernsehen war am 28. April 2007 auf Channel Nine, das neuseeländische Fernsehen TV2 und das spanische Fernsehen Cuatro wollten die Serie im gleichen Jahr senden. Der dänische Fernsehkanal TV2 startete die Ausstrahlung der Serie am 22. März 2007. Die deutsche Erstausstrahlung erfolgte am 4. Juni 2007 auf ProSieben.
- ITV produzierte bereits die Sendung Prehistoric Park, mit einer ähnlichen Thematik: Eine Gruppe von Menschen reist zurück in die Epoche der Dinosaurier und noch weiter zurück in die Vergangenheit.
- Nigel Marven, der in Prehistoric Park die Hauptrolle spielte, hatte in der 3. Staffel von Primeval einen Cameo-Auftritt, bei dem er von einem Giganotosaurus gefressen wurde.
- Das eröffnende Titellied wurde speziell für die Sendung produziert, während der Song im Abspann All Sparks von den Editors stammt, auf der DVD wurde dieses Lied im Abspann wieder durch den Titelsong ersetzt.
- Die Fotografien, die Connors Notebook zeigen, sind alles Standfotos aus früheren Impossible-Pictures-Produktionen:

- Mosasaurus aus Monster der Tiefe – Im Reich der Urzeit.
- Pteranodon aus Monster der Tiefe – Im Reich der Urzeit.
- Scutosaurus aus Die Ahnen der Saurier – Im Reich der Urzeitmonster.

### Produktion
Die Serie wurde von Impossible Pictures, die für ihre Walking with Trilogie bekannt ist, produziert. Staffel 1 bis 3 wurden direkt für den britischen Privatsender ITV und den Münchener Sender ProSieben produziert. In Staffel 1 wird des Weiteren noch der französische Sender M6 genannt. Seit Staffel 4 waren ITV, ProSieben, UKTV und BBC Worldwide die Finanzierer und Produzenten der Serie (siehe Absetzung).
Die Spezialeffekte stammen in Staffel 1, 2 und 3 von Framestore, seit Staffel 4 ist The Mill dafür verantwortlich.

### Absetzung
Im Juni 2009 teilte ITV mit, dass Primeval abgesetzt wurde und es keine vierte Staffel geben werde. Auf Grund der hohen Produktionskosten und einer neuen Programmpolitik habe man keinen Platz mehr für die Serie. Die Fragen, die nach dem Finale der dritten Staffel noch offen waren, sollten in einem späteren Kinofilm oder in der in den USA angesiedelten Spin-off-Serie geklärt werden.
Im September 2009 wurde bekanntgegeben, dass durch den Erfolg in den USA und die Finanzierung von Impossible Pictures, ITV, BBC America und ProSieben die Serie doch fortgesetzt werde. Zunächst wurden zwei weitere Staffeln mit sieben (Staffel 4) bzw. sechs Episoden (Staffel 5) produziert, welche Anfang und Mitte 2011 auf ProSieben ausgestrahlt wurden.
Im März 2012 erklärte der Sender ITV1, aktuell keine Pläne für eine 6. Staffel zu haben.

## Besetzung und Synchronisation
Die deutsche Synchronisation entstand nach einem Dialogbuch und unter der Dialogregie von Benedikt Rabanus durch die Synchronfirma Scalamedia GmbH in München.

### Hauptbesetzung
| Schauspieler     | Rollenname                    | Episode              | Synchronsprecher   | Rollenbeschreibung |
| ---------------- | ----------------------------- | -------------------- | ------------------ | --- |
| Andrew Lee Potts | Connor Temple                 | 1.01–5.06            | Johannes Raspe     | Experte für Dinosaurier und (Anomalien-)Geräte und früherer Student von Cutter; seit der 4. Staffel mit Abby zusammen                                                                      |
| Hannah Spearritt | Abigail „Abby“ Sarah Maitland | 1.01–5.06            | Laura Maire        | Tierpflegerin und Reptilienfan; seit der 4. Staffel mit Connor zusammen |
| Ben Miller       | James Peregrine Lester        | 1.01–5.06            | Frank Röth         | Leitender Mitarbeiter des Innenministeriums, leitet das ARC. |
| Juliet Aubrey    | Helen Cutter                  | 1.01–3.03, 3.09–3.10 | Carin C. Tietze    | Psychisch gestörte Paläontologin und Cutters verschollene Ehefrau; Affäre mit Stephen; stirbt durch den Angriff eines Raptors und den darauf folgenden Aufschlag auf einen Felsen          |
| Douglas Henshall | Prof. Nick Cutter             | 1.01–3.03            | Manfred Trilling   | Evolutionsbiologe und Teamleiter; wurde von Helen erschossen |
| James Murray     | Stephen James Hart            | 1.01–2.07            | Martin Halm        | Laborassistent von Cutter; Affäre von Helen; opfert sich für Helen und Nick |
| Lucy Brown       | Claudia Brown                 | 1.01–1.06            | Melanie Manstein   | Mitarbeiterin des Innenministeriums; verschwindet, nach Cutters Besuch in einer Anomalie, spurlos; taucht als Jenny Lewis wieder auf                                                       |
| Lucy Brown       | Jennifer „Jenny“ Lewis        | 2.01–3.05, 4.06      | Claudia Lössl      | PR-Mitarbeiterin; verlässt das Team nach einem Angriff einer Killerpilzkreatur |
| Ben Mansfield    | Captain Becker                | 3.01–5.06            | Manou Lubowski     | Spezialsoldat, der das Team schützen soll |
| Laila Rouass     | Dr. Sarah Page                | 3.01–3.10            | Christine Stichler | Ägyptologin; war früher an Ausgrabungen im Mittleren Osten beteiligt und hat später im ägyptischen Museum Kinder unterrichtet, stirbt während eines Rettungseinsatzes in den Webisoden     |
| Jason Flemyng    | Danny Quinn                   | 3.02–3.10, 4.07      | Matthias Klie      | Polizist und bis zur 4. Staffel Teamleiter; verschollen in der Vergangenheit; taucht in der vierten Staffel wieder auf, folgt in derselben Folge seinem Bruder Patrick durch eine Anomalie |
| Ciarán McMenamin | Matthew „Matt“ Anderson       | 4.01–5.06            | Alexander Brem     | Ex-Soldat und Zoologe; seit der 4. Staffel Teamleiter; kommt aus der Zukunft; seit der 5. Staffel mit Emily zusammen                                                                       |
| Ruth Kearney     | Jessica „Jess“ Parker         | 4.01–5.06            | Annina Braunmiller | hat vom ARC aus ein Auge auf das Team und arbeitet an Connors altem Platz, dem Anomaliendetektor                                                                                           |
| Alexander Siddig | Philipp Burton                | 4.01–5.06            | Marcus Off         | Wissenschaftler und Leiter von Prospero; stirbt, als Prospero Industries explodiert; opfert sich, um die Zukunft zu retten                                                                 |

### Nebenbesetzung
| Schauspieler           | Rollenname                          | Episode         | Synchronsprecher       | Rollenbeschreibung |
| ---------------------- | ----------------------------------- | --------------- | ---------------------- | --- |
| Mark Wakeling          | Captain Tom Ryan                    | 1.01–1.06       | Mike Carl              | Leiter einer Spezialeinheit; stirbt beim Angriff eines Predators                                                            |
| James Bradshaw         | Duncan                              | 1.02–1.04, 4.02 | Manuel Straube         | Freund von Connor und Student; kehrt in Staffel 4 zurück                                                                    |
| Tim Faraday            | „Putzmann“/Replikatklon             | 2.01–3.03       | Mike Carl              | Reinigungsfachkraft und Söldner sowie Klon (oftmals gestorben)                                                              |
| Karl Theobald          | Oliver Leek                         | 2.01–2.07       | Jakob Riedl            | Lesters Assistent; stirbt bei einem Angriff von mehreren Predatoren                                                         |
| Naomi Bentley          | Caroline Steel                      | 2.02–2.07       | Kathrin Gaube          | Connors Ex-Freundin; Spionin von Leek                                                                                       |
| Belinda Stewart-Wilson | Christine Johnson                   | 3.01–3.09       | Katharina Müller-Elmau | Chefin von James Lester; stirbt durch einen Predatorenangriff                                                               |
| Robert Daniel Lowe     | Jack Maitland                       | 3.04–3.08       | Patrick Roche          | Bruder von Abby |
| Anton Lesser           | Gideon Anderson                     | 4.01–4.06       | Erich Ludwig           | Matts Vater; stirbt |
| Ruth Bradley           | Lady Emily Merchant                 | 4.03–5.06       | Marieke Oeffinger      | Anomalien-Reisende aus dem 19. Jahrhundert; arbeitet seit der fünften Staffel im ARC; seit der 5. Staffel mit Matt zusammen |
| Jonathan Byrne         | Ethan Dobrowski alias Patrick Quinn | 4.03–4.07       | Stefan Günther         | Dannys in der Kindheit verschwundener Bruder                                                                                |
| Janice Byrne           | April Leonard                       | 5.01–5.05       | Tatjana Pokorny        | Connors Assistentin; stirbt durch den Angriff eines Anurognathus Schwarmes                                                  |

## Vorkommende Tiere
- Ammoniten: In Folge 1 hinterlässt Nick Cutters Frau Helen einen Ammoniten in seinem Büro. Was aus dem Tier wurde, ist nicht bekannt, da er niemandem von diesem Besuch erzählte. Ammoniten sind ausgestorbene Kopffüßer, die vor ~66 Mio. Jahren ausstarben und über schneckenhausähnliche Gehäuse verfügten. Die versteinerten Schalen sind auf der ganzen Welt zu finden.
- Pteranodon: Diesen riesigen Flugsaurier jagt das Team in der 5. Folge, da sie ihn für den Mörder des Golfers halten.
- Anurognathus: In Folge 5 attackiert ein Schwarm dieser kleinen insektenfressenden Flugsaurier einen Golfer.
- Arthropleura: Einige dieser gepanzerten Gliederfüßer lebten im Karbon. Ein Exemplar dieser Art von Riesentausendfüßlern attackiert Stephen. Durch einen Biss des Tieres wird sein zentrales Nervensystem angegriffen.
- Coelurosauravus: Dieses kleine, gleitflugfähige Reptil, das den Namen „Rex“ erhält, ist eine Art Haustier von Abby.
- Dodo: Diese Kreaturen tauchen in Folge 4 auf. Sie sind eigentlich harmlos, tragen aber gefährliche Parasiten, von denen Tom, ein Freund von Connor, infiziert wird und daraufhin stirbt.
- Gorgonopsiden: Ein Exemplar dieser gefährlichen Fleischfresser attackiert das Team in der ersten Folge. Außerdem kämpft ein Gorgonopside in der sechsten Folge gegen den Predator aus der Zukunft.
- Hesperornis: Auf diese flugunfähigen, bezahnten Tauchvögel stößt Cutter in der dritten Folge.
- Mosasaurus: Diese krokodilähnliche Riesenechse greift einen Rettungsschwimmer in der dritten Folge an.
- Scutosaurus: In Folge 1 ist dieser riesige Pflanzenfresser, ein Pareiasauridae, Verwandte der Vorfahren der Schildkröte, der erste, den das Team eindeutig als Urzeitgeschöpf identifiziert. Nachdem es verjagt wird, kehrt es in seine Zeit zurück.
- Prädator: Dieses fiktive, menschenfressende Monster taucht in der 6. Folge auf. Es stammt von unseren heutigen Fledermäusen ab und sieht per Ultraschall. In der zweiten Staffel setzt Leek einen Predator im ARC aus. Er besitzt ein ganzes Rudel von ihnen und kann sie durch sogenannte Neuronalklammern kontrollieren. In der dritten Staffel beherrschen sie die Zukunft und haben dort die Menschheit und die meisten Tierarten ausgelöscht. Laut Helen stammen sie aus dem ARC und sind das Ergebnis von Cutters Forschungen. In der fünften Staffel sind sie mutiert und greifen das Team in Matts Zukunft und im ARC an.
- Tyrannosaurus Rex: In der fünften Folge der fünften Staffel läuft ein T-Rex in den Straßen Londons herum und entwickelt eine Vorliebe für Menschenfleisch. Die Bilder tauchen im Fernsehen auf. Matt kann den Dinosaurier mit dem EMD betäuben.
- Deinonychus: Raptoren tauchen erstmals in der 7. Folge auf und bedrängen das Team von Cutter in einem Einkaufszentrum. Auch in späteren Folgen tauchen sie gelegentlich auf – so zum Beispiel im Finale der dritten Staffel. Cutter und Connor sprechen stets nur von „Raptoren“. Obgleich die Größe eher zu einem Deinonychus passen würde, wäre es aufgrund der durch „Jurassic Park“ größeren Popularität wohl wahrscheinlicher, dass die Macher hier vor allem auf den Velociraptor abzielen.
- Riesenwürmer: Diese Würmer aus dem Präkambrium tauchen erstmals in Folge 8 auf und leben in einem bräunlichen Nebel, vermutlich eine vorzeitliche Atmosphärenform. Das Team von Cutter schafft es am Ende, sie zu besiegen, indem sie die Temperatur im Bürogebäude mit der zentralgesteuerten Klimaanlage erhöhen, so dass die Würmer platzen (dabei allerdings ihren Nachwuchs im Raum verteilen, der mit dem Auslösen der Sprinkleranlage ausgeschaltet wird).
- Säbelzahnkatze (Smilodon): Dieser gefährliche Jäger taucht in Folge 9 auf. Das Team steht jedoch vor einem Rätsel, da es keine Anomalie gibt. Es stellt sich heraus, dass der Säbelzahntiger von einer jungen Frau aufgenommen wurde.
- Meerkreatur: Dieses aus der Zukunft stammende Wesen soll mit den Menschen verwandt sein. Durch eine kurzlebige Anomalie kommt eine kleine Meerkreatur ins 21. Jahrhundert. Später kommt auch eine riesig große „Meerkönigin“ in unsere Welt.
- Riesenskorpione: Einige dieser Tiere halten Nick und Stephen sowie ein kleines Mädchen im Silur, ihrer Heimatzeit, fest. Am Ende von Folge 11 kämpfen zwei der Giganten um ihre Beute: das Team.
- Mammut: Ein Präriemammut gelangt in Folge 12 in die Gegenwart. Auf einer Autobahn richtet es Chaos an. Dem Team gelingt es, den prähistorischen Elefanten einzufangen und im ARC einzuquartieren. Dort rettet es später James Lester vor einem Zukunftswesen, das dort eingeschleust wird.
- Pristichampsus: Der Pristicampsus (auch „Landkrokodil“ genannt) kommt durch eine Anomalie ins Britische Museum. Der Sonnenkäfig hält die Anomalie so lange offen, bis der Pristicampsus wieder im Eozän ist.
- Camo: Diese Kreatur sieht aus wie ein aufrecht gehender Predator mit 5 Fingerklauen, tatsächlich ist sie aber mit Affen verwandt. Camo ist gerade einmal so groß wie ein Baby, kann aber Gegenstände von bis zu 20 kg Gewicht durch die Luft werfen. Ein Tier drang vor 14 Jahren in ein Haus ein und hat seitdem auf die Anomalie gewartet.
- Diictodon: Die Diictodons Sid und Nancy kommen mit einigen Artgenossen in ein Krankenhaus. Nachdem das Team sie gefangen hat bleiben die beiden bei Abby und Connor.
- Giganotosaurus: Einer dieser Raubsaurier kommt durch eine riesige Anomalie auf einen großen Flughafen. Dort richtet er Chaos an, wird dann jedoch von Danny wieder zurück gelockt. Der Theropode wird in Primeval größer und kraftvoller dargestellt, als er in Wirklichkeit ist.
- Terrorvogel: Titanis, ein Terrorvogel, kommt in Folge 6 durch eine Anomalie in einen Wald am Rande Londons. Das Team hat jedoch größere Schwierigkeit als mit anderen Kreaturen der Größe, da eine ganze Schar der Tiere durchkommen.
- Killerpilz: Diese Kreatur ist ein Pilz, der Wärme und Dunkelheit liebt. Der Unternehmer Richard Bentley, ein Soldat, ein Gehilfe Bentleys und Jenny infizieren sich durch dieses Wesen. Jenny konnte jedoch durch Kälte geheilt werden.
- Dracorex: Dracorex war ein Pflanzenfresser der oberen Kreidezeit, wurde jedoch so groß wie ein Mensch. In Primeval kommt eines dieser Tiere ins Mittelalter und von dort aus ins 21. Jahrhundert. Abby rettet ihm das Leben und auch der Ritter verschont ihn letzten Endes. Doch einstweilig bleibt er in London, da sich die Anomalie der Kreidezeit wieder geschlossen hat.
- Embolotherium: Eine Herde der Tiere dringt in Folge 9 der dritten Staffel in die Gegenwart vor. Eine Tiermutter verwüstet ein Zelt, doch als ihr Junges wieder draußen ist beruhigt sich das Muttertier. Nach einigen Strapazen kommen wieder alle Tiere in ihre Zeit zurück.
- Spinosaurus: Als Abby und Connor Helens Anomalienöffner finden, öffnen sie eine Anomalie, die sie nach Hause bringt, allerdings gelangt der Spinosaurus auch durch die Anomalie und bereitet dem Team Schwierigkeiten. Er wird in einer Arena eingesperrt. Der Spinosaurus kommt auf eine einmalige Weise zurück in die Kreidezeit: Connor wirft den Anomalieerschaffer in das Maul des Spinosaurus und lässt ihn somit implodieren.
- Kaprosuchus: Ein sehr junger Kaprosuchus gelangt nachts durch eine Anomalie in ein Wohnhaus, in dem er sich durch Geräusche bemerkbar macht. Eine Bewohnerin des Hauses findet das Tier und spült es durch eine Toilette in die Kanalisation, in dem Glauben, es handle sich um ein junges Krokodil. Der Kaprosuchus lebt in den darauf folgenden fünf Jahren in der Kanalisation, wo er sich von Ratten und Abfall ernährt und zu einem adulten Tier heranwächst. Schließlich verlässt er die Kanalisation und wird in einem Hafendock heimisch. Dort tötet er regelmäßig Obdachlose und ernährt sich von ihnen. Die Behörden gehen dem Verschwinden dieser Personen nicht nach, doch verbreiten sich Gerüchte über ein Raubtier in den Docks. Durch seinen alten Mitstudenten Duncan erfährt Connor von diesen mysteriösen Vorfällen und geht ihnen nach. Er und Duncan stoßen dabei auf die Überreste eines vermissten Bauarbeiters und Connor informiert darauf das Team. Als der Kaprosuchus zum ersten Mal gesichtet wird, hält Matt ihn zunächst für einen Anatosuchus, eine ähnliche prähistorische Krokodilgattung. Schließlich kann das Tier jedoch verfolgt und durch gemeinsame Schüsse von Connors, Abbys und Matts EMDs getötet werden.
- Arborealer Raptor: Der Arboreale Raptor (oder auch Baumkletterer und Baumläufer) ist ein fiktives Geschöpf aus der Kreidezeit und basiert auf der Theorie der Baumraptoren. Es handelt sich bei dem Tier um eine große Echse, die annähernd drei Meter lang ist, wovon jedoch die Hälfte auf den Schwanz entfällt. Dieser ist vollständig als Greifschwanz ausgebildet und ermöglicht der Kreatur, an Bäumen besseren Halt zu finden. Jedoch kann das Tier mit ihm auch potenzielle Beute zu sich hinauf zerren. Der Arboreale Raptor ist deshalb vor allem in Wäldern oder im Gebirge anzutreffen. Genau wie seine Verwandten besitzt auch er die Sichelklauen an den Füßen. Der Baumkletterer verfügt über eine bedeutende Intelligenz, sein Verhalten wirkt menschenaffenähnlich.
- Therocephalia: Eine Gruppe dieser Tiere dringt in eine Schule ein und fressen einen Lehrer und eine Schülerin. Matt, Becker und Connor setzen alles daran, die beiden überlebenden Schüler zu retten. Becker wird dabei jedoch von einem Therocephalia gebissen und das Gift verteilt sich in seinem Körper. Nachdem die Tiere mit Gas außer Gefecht gesetzt wurden, kann das Team die Schüler retten und Becker medizinisch versorgen.
- Labyrinthodont: In einem Küstendorf fürchten sich die Bewohner vor einem riesigen Wurm, der dort sein Unwesen treiben soll. Abby, Connor und Matt gehen dem nach und entdecken bald, dass ein prähistorisches Amphibium dahintersteckt, dass schon einen Camper gefressen hat. Zu allem Überfluss hat das Tier auch noch ein Junges bekommen. Nachdem das Muttertier noch vor den Augen von Abby und Connor zwei Menschen verspeist hat, geht es wieder mit seinem Jungen durch die Anomalie in einer Höhle.
- Hyaenodon: Ein Rudel dieser hundeähnlichen Raubtiere stürmen den Saal, in dem Jenny Lewis ihren Verlobten Michael heiraten wollte und lösen eine Massenpanik aus. Es gelingt dem Team die Tiere zu überwältigen und sie zurück in ihre Zeit zu schicken.
- Grabendes Zukunftsinsekt: Eine Gruppe dieser riesigen aus der Zukunft stammenden Käfer graben sich kilometerweite unterirdische Tunnel durch London und erbeuten zwei Menschen. Das Team kann alle Tiere durch eine Explosion töten.
- Liopleurodon: Eine Gruppe dieser riesigen prähistorischen Meeresreptilien greifen ein U-Boot in der Nordsee und im Jura an. Eines der Tiere frisst auch einen im Wasser schwimmenden Theropoden.
- Kleine Zukunftskäfer: Eine riesige Kolonie dieser kleinen Käfer dringen mit ihrer Königin durch eine Prototyp-Anomalie von Connor ins ARC ein und töten einen Soldaten. Dann wird Jess gebissen und sie reagiert allergisch. Das Team kann die Käfer mit Gamma-Strahlung töten und Jess letztendlich retten.

## Ausstrahlung
| Staffel   | Episoden | Ausstrahlung (GB) ITV1 (Staffeln 1–4) Watch (Staffel 5) | Ausstrahlung (Deutschland) ProSieben |
| --------- | -------- | ------------------------------------------------------- | ------------------------------------ |
| Staffel 1 | 6        | 10. Februar bis 17. März 2007                           | 4. Juni bis 14. Juli 2007            |
| Staffel 2 | 7        | 12. Februar bis 23. März 2008                           | 7. April bis 1. Juni 2008            |
| Staffel 3 | 10       | 28. März bis 30. Mai 2009                               | 23. März bis 8. Juni 2009            |
| Staffel 4 | 7        | 1. Januar bis 5. Februar 2011                           | 11. April bis 30. Mai 2011           |
| Staffel 5 | 6        | 24. Mai bis 28. Juni 2011                               | 6. Juni bis 11. Juli 2011            |

## Drehorte
Primeval wurde teilweise in den Pinewood Studios und an diesen Orten gedreht:
- Londoner Untergrundbahn
- Whipsnade Zoo
- Kanarische Inseln
- Buckinghamshire
- Im Victoria House, 37–63 Southampton Row, London WC1B 4DA
- Im British Museum
- Strand von Bournemouth
- Kilmainham Gaol in Dublin (Ireland)

## Film
Wie Warner Bros. und Impossible Pictures bekannt gaben, war ein Film für die Serie in Arbeit. Der Film wurde von Warner Bros. als auch von Adrian Hodges bestätigt. Produziert werden sollte er von Kerry Foster und Akiva Goldsman.

## Spin-off
Bereits im Juni 2009 wurde durch den Serienschöpfer Tim Haines in einem Interview ein mögliches Spin-off zu Primeval erwähnt. Im September 2011 gab das kanadische Medienunternehmen Bell Media bekannt, dass der Sender Space das Spin-off mit dem Titel Primeval: New World als Koproduktion von Omni Film Productions und Impossible Pictures in Auftrag gegeben hat. Die neue Serie spielt im pazifischen Nordwesten Kanadas und wurde in Vancouver gedreht. Sie basiert darüber hinaus auf Elementen, Handlungsbögen und einigen Figuren der Mutterserie.
Die Serie wurde seit dem 29. Oktober 2012 erstmals in Kanada ausgestrahlt. Nachdem die ProSiebenSat.1 Media bereits im September 2011 Interesse an dem Spin-off bekundete, gab sie im Februar 2012 ihre Beteiligung an der Produktion bekannt. Die deutschsprachige Erstausstrahlung war ab 31. März 2013 bei ProSieben Fun zu sehen. Danach wurde sie im Free-TV ab 5. April 2013 auf ProSieben ausgestrahlt.
Die Serie wurde im Februar 2013 auf Grund von schwachen Einschaltquoten nach der ersten Staffel eingestellt.

## Merchandise

### Romane
Der Erfolg der Serie hat zur Folge, dass mehrere eigenständige Romane veröffentlicht wurden. Die Original-Taschenbuchausgaben erschienen im Puffin Books Verlag. Für den deutschen Markt erfolgte die Veröffentlichung durch den Cross Cult Verlag.
- Steven Savile: Im Schatten des Jaguars
- Paul Kearney: Die Insel jenseits der Zeit
- Dan Abnett: Der Tag des jüngsten Gerichts
- Simon Guerrier: Feuer und Wasser

### Spielzeug
Die britische Firma Character Options Ltd. hat diverse Action-Figuren zu den ersten beiden Staffeln der Serie im Programm.

## Kritiken
Laut der Fernsehzeitschrift Hörzu habe Tim Haines mit „Primeval“ eine mit erstklassigen Spezialeffekten und trockenem Humor gespickte Serie geschaffen. Laut Quotenmeter würden Fans von Surface – Unheimliche Tiefe oder auch Jurassic Park voll auf ihre Kosten kommen. Die Serie behandelt auch weniger Dinosaurier, sondern vielmehr deren Verwandte. Zudem sind viele Monster (wie der Riesenwurm oder Dodo-Parasit) frei erfunden.

## Auszeichnungen und Nominierungen
Primeval war in der Kategorie Beste Fernsehserie (Drama) bei den Satellite Awards 2008 nominiert.
Primeval Evolved gewann einen Digital Emmy.